# Strelníky
Strelníky é um município da Eslováquia localizado no distrito de Banská Bystrica, região de Banská Bystrica.

## Demografia
| Ano:        | 1994 | 2004   | 2014   | 2024   |
| ----------- | ---- | ------ | ------ | ------ |
| Broj ljudi: | 848  | 808    | 782    | 740    |
| Razlika:    |      | -4,71% | -3,21% | -5,37% |

| Ano:               | 2023 | 2024   |
| ------------------ | ---- | ------ |
| Número de pessoas: | 739  | 740    |
| Diferença:         |      | +0,13% |